# 可卡因牛仔
《可卡因牛仔》（Cocaine Cowboys）是一部于2006年拍摄的纪录片，由比利·科本执导，阿尔弗雷德·斯皮尔曼和比利·科本制片，影片由他们在迈阿密的Rakontur媒体工作室进行拍摄。这部影片描述了20世纪70和80年代由于可卡因的兴起，导致席卷美国佛罗里达迈阿密的犯罪浪潮。《可卡因牛仔》的制片人通过采访执法人员、记者、律师、毒品走私犯和黑帮成员，为人们提供了这场迈阿密毒品战争的第一手资料。

## 剧情简介
《可卡因牛仔》按照时间顺序，除使用当时的新闻镜头外，通过采访执法人员和黑帮头目，展示了二十世纪七十和八十年代迈阿密非法毒品交易的发展状况。在影片里，20世纪60年代和70年代早期，大麻是流入该地区的主要毒品。到了20世纪70年代，流入的大麻被更有利可图的可卡因所取代。 随着越来越多的可卡因被走私到美国，导致可卡因价格下跌，使得可卡因转向“蓝领阶层”，因而出现在更多的市场上。毒贩们会采用多种不同方式将毒品偷运至佛罗里达。
运输毒品主要靠船只或飞机。另外，毒贩们还偷运毒品的方法也是复杂多样，其组织工作包括购买和资助合法企业为非法经营活动提供掩护、使用先进的电子制导装置以及其他精心策划的运输方案。有时，这些毒贩将他们所有赚来的钱保存起来却颇为费力，因而他们与巴拿马总统诺列加建立关系。此外他们也会买下整个住宅区或是将钱投在基础设施建设上，或是投在诸如赛马业这样的其他副业上。这部影片对此也进行了描述。
毒品流通渠道也是非常复杂，当地和国内其他地方很多人都会吸食偷运入境的可卡因。毒贩们透露，他们会购买靠近海上航线的公寓，使之成为监测海岸警卫队和本地警察巡逻艇的监测点。他们还透露，他们会采用高科技无线电监测设备监测联邦、州和当地执法机关的无线电频率，以便对运输毒品的船只和飞机发出警告。
这部影片披露，迈阿密在这段期间的经济增长主要受益于毒品交易。由于从事毒品交易的成员赚取了大量的钱，这些钱大量流入合法企业。其结果是，这些贩毒赚来的钱为佛罗里达州南部大量现代化摩天大楼的兴建提供了资金。此后，执法机关的打击清除了很多重要的贩毒集团，大量高档商铺和企业因销售大幅下滑而关闭。
影片同时记录了伴随着毒品交易而来的黑社会暴力现象。影片中那些受采访者指出，臭名昭著的犯罪家族首领格丽塞尔达· 布兰科在迈阿密和美国其他城市的毒品交易史里扮演了主要角色。 正是布兰科的毒品勾当造成的无法无天和腐败横生的环境，使得黑帮成员被称为“可卡因牛仔”。

## 发行
该片于2006年4月在美国翠贝卡电影节上首映，木兰影业公司获得了该影片在英语国家的发行权。影片于2006年10月27日在美国各地影院开始有限放映。该影片的原创音乐由简·海默谱曲和演奏。

## 相关媒体
这部影片于2007年12月7日在Showtime上首次上映。

## 后记
《电讯报》记者杰基·格尔达写道，贩毒集团“将二十世纪八十年代的迈阿密变成了自芝加哥禁酒令时期后最暴力的城市---从而促成了电视系列片《迈阿密风云》和影片《疤面煞星》的拍摄（1983）”。